# Lesnica
Lesnica (in ungherese Erdős, in tedesco Neuschwaben) è un comune della Slovacchia facente parte del distretto di Stará Ľubovňa, nella regione di Prešov.
Lesnica si trova in prossimità del confine con la Polonia e la prima menzione della località risale al 1297.